# Kriatsi
Kriatsi  este un oraș în Grecia în prefectura Focida.